# ケビンス
ケビンスは、吉本興業（東京本社）所属のお笑いコンビ。2021年結成。

## メンバー
仁木 恭平（にき きょうへい、1991年6月19日 - ）（34歳）
ツッコミ・ネタ作り担当、立ち位置は向かって左。
北海道山越郡長万部町出身。身長177 cm、体重70 kg。
北海道長万部高等学校卒業。
趣味はスポーツ、特技は4コマ漫画制作。
過去には「そうじゃねえだろ」「ひみつスナイパー健」といったコンビを組み、ひみつスナイパー健時代はサンミュージックプロダクションに所属していた。
2011年頃からTwitterのネタツイ投稿者として知られており、そうじゃねえだろ時代よりオモコロに連載記事の執筆やラジオの投稿を行う。脇フェチを自認している。
ひみつスナイパー健を2020年に解散し、2021年1月に自身のTwitterアカウントにて吉本興業東京本社への移籍を発表した。
ピンでフリップ芸を行うこともある。
都内のマンション「カサグランデ」にてZAZY・檜原洋平（ママタルト）・大久保八億とルームシェアをしていた。過去には、平井まさあき（男性ブランコ）・坂田光（サンシャイン）も住んでいた。
芸人を志したきっかけは、『ダウンタウンのガキの使いやあらへんで!!』でのトークコーナー。

山口 コンボイ（やまぐち コンボイ、1993年5月25日 - ）（32歳）
ボケ担当。
本名、山口 昌孝（やまぐち まさたか）。
新潟県岩船郡関川村出身。身長172 cm、体重78 kg。
新潟県立新発田南高等学校卒業。
趣味はバスケットボール（中学時代県大会出場）、短距離走（小学生時新潟国体の強化選手）。中学時代のバスケットボールでは初めて県大会に行った際のキャプテンを務めていたこともある。
高校時代には「オニオンマガジン」というコンビでハイスクールマンザイ2011へ出場、新潟県代表に選ばれ名古屋の準決勝まで進んだ。その際の映像がYouTubeに上がっている。
NSC東京校18期出身。過去には「エニシング」「パラディン」「アライザライ」「キンミライ」「ドラゴンニンジャ」といったコンビで活動していた。
キンミライ時代は主にツッコミを担当し、「ヤマグチ」という芸名で活動。ドラゴンニンジャ時代には「山口スマッシュ」という芸名を使用していた。
左の睾丸を小学5年時に摘出している。
「チョキピース」「ありがたいねぇ!」「むじぃ～」といったギャグがある。
趣味は懸垂。
芸人を志したきっかけは品川庄司。

## 来歴
知り合ったきっかけは伊藤俊介（オズワルド）の紹介。芸歴では仁木が2年先輩。仁木がルームシェアしている「カサグランデ」のYouTubeチャンネルで生配信を行なった際、山口が来た時が初対面。互いに前コンビを同時期に解散、マンパワーのある奴と組みたいと考えた仁木が、檜原の薦めもあり山口を誘う。2020年12月に仁木が吉本へ移籍、2021年1月に現在のコンビを結成。コンビ名は響きで決めた。
2021年11月9日にYouTubeチャンネル「コンボイファンクラブ」を設立。
2021年のM-1グランプリ3回戦と準々決勝で見せた山口の驚異的大ジャンプ（通称：ジャンボイ）の瞬間を捉えた仁木のツイートが2.9万RT、23.2万いいねされた。
2022年6月12日に開催されたムゲンダイユースカップにて優勝、ムゲンダイレギュラーへの昇格を果たした。
その日の山口のパフォーマンスや舞台上での振る舞いに対し、仁木がアドバイスなどを行うための連絡帳がある。

## 芸風
山口の高い運動能力を活かした、派手に動き回るコント漫才を得意とする。
それぞれピン芸をすることもある。R-1グランプリでは、仁木が2021年と2022年に準決勝、山口が2023年と2024年に準決勝に進出。

## 出囃子
BOØWY『B･BLUE』

## 賞レース戦績

### コンビ
| 年度（回）       | 結果         | エントリー No. | 会場              | 日程     | 備考           |
| ---------------- | ------------ | -------------- | ----------------- | -------- | -------------- |
| 2021年（第17回） | 準々決勝進出 | 474            | ルミネtheよしもと | 11月17日 |                |
| 2022年（第18回） | 準決勝進出   | 1773           | NEW PIER HALL     | 11月30日 | 敗者復活戦11位 |
| 2023年（第19回） | 準々決勝進出 | 2028           | ルミネtheよしもと | 11月22日 |                |
| 2024年（第20回） | 準々決勝進出 | 2572           | ルミネtheよしもと | 11月22日 |                |

#### その他
- 2021年 第42回ABCお笑いグランプリ 最終予選進出[21]
- 2021年 キングオブコント 2回戦進出[22]
- 2023年 ソウドリ 第14シーズン 優勝

### 仁木
| 年度   | 結果         | 会場                   | 日程    |
| ------ | ------------ | ---------------------- | ------- |
| 2012年 | 1回戦敗退    | 新宿シアターモリエール | 1月29日 |
| 2017年 | 2回戦進出    | TOKYO FM HALL          | 1月21日 |
| 2021年 | 準決勝進出   | 有楽町朝日ホール       | 2月14日 |
| 2022年 | 準決勝進出   | 有楽町朝日ホール       | 2月13日 |
| 2023年 | 不出場       |                        |         |
| 2024年 | 準々決勝進出 | ルミネtheよしもと      | 2月6日  |

### 山口
| 年度   | 結果         | 会場                        | 日程     | 備考            |
| ------ | ------------ | --------------------------- | -------- | --------------- |
| 2013年 | 1回戦敗退    | 新宿シアターモリエール      | 12月28日 |                 |
| 2014年 | 2回戦進出    | TOKYO FM HALL               | 1月25日  |                 |
| 2015年 | 1回戦敗退    | 新宿シアターモリエール      | 1月7日   |                 |
| 2016年 | 2回戦進出    | TOKYO FM HALL               | 1月23日  |                 |
| 2017年 | 1回戦敗退    | 新宿シアターモリエール      | 1月8日   |                 |
| 2021年 | 1回戦敗退    | シダックスカルチャーホールA | 1月13日  |                 |
| 2022年 | 2回戦進出    | シダックスカルチャーホールA | 1月22日  |                 |
| 2023年 | 準決勝進出   | 有楽町朝日ホール            | 2月11日  | 復活ステージ5位 |
| 2024年 | 準決勝進出   | 有楽町朝日ホール            | 2月11日  |                 |
| 2025年 | 準々決勝進出 | ルミネtheよしもと           | 1月16日  |                 |

## 出演

### テレビ
- 爆笑問題&霜降り明星のシンパイ賞!!（テレビ朝日、2021年6月6日） - 仁木のみ
- 痛快!明石家電視台（MBSテレビ、2022年1月2日）
- ザ・ベストワン（TBSテレビ、2022年9月9日）
- 空気階段の空気観察（テレビ朝日、2022年9月15日）- 山口のみ
- わらたまドッカ〜ン（NHK Eテレ、2022年12月1日）
- ネタパレ（フジテレビ、2022年12月2日）
- 錦鯉が行く!のりのり散歩（北海道テレビ放送、2023年7月15日）- 特別編「〜ケビンスの乗っ取り大作戦!〜」
- 有吉の壁 （日本テレビ、2024年6月15日、19日）
- ジンギス談!（北海道放送、2024年10月6日、13日）

### ラジオ
- マイナビ Laughter Night（TBSラジオ、2021年11月19日[38]、2022年5月13日[39]）
- 真空ジェシカのラジオ父ちゃん（Podcast、2022年6月25日[40]）
- ケビンスのGERA NEXT（お笑いラジオアプリGERA、2022年11月29日 - 12月23日[41]）
- 三四郎のオールナイトニッポン 年越し初笑いスペシャル 2022→2023（ニッポン放送、2023年1月1日[42]）
- ケビンスの男前放送（お笑いラジオアプリGERA、2023年2月24日 - 5月19日[43]、7月7日[44] - ）
- キョキョラジ（stand fm.、9番街レトロの京極風斗とのラジオ、2023年5月5日〜）- 仁木のみ
- がっちゃんこ（ABCラジオ、2025年4月3日 - ）- 木曜パーソナリティ

### MV
- shioli「二人の街だった」（2023年5月）

## 単独ライブ
- 頭がわるいんだ（2022年5月1日、ヨシモト∞ホール）
- 呆れ。（2023年6月11日、ヨシモト∞ホール）[45]
- チメイテキ・ミス（2024年6月9日、草月ホール）[46]

## トークライブ
約2ヶ月に1度開催している。第5回まではヨシモト∞ドームⅠで開催、第6回以降はヨシモト∞ホールで開催している。
また、第7回のみ電子チケット対応だった。
- バカと煙（2022年9月24日、11月27日、12月24日、2023年2月4日、4月30日）ヨシモト∞ドームステージⅠ
- バカと煙（2023年6月24日、8月26日、10月28日、12月17日、2024年2月10日）ヨシモト∞ホール